# Franco Morbidelli
Franco Morbidelli (sinh ngày 4 tháng 12 năm 1994) là một tay đua MotoGP người Italia. Morbidelli từng vô địch thể thức Moto2 2017 và Á quân MotoGP 2020. Mùa giải 2024, Morbidelli thi đấu cho đội đua Pramac.

## Sự nghiệp
Từ năm 2012-2017: Morbidelli thi đầu thể thức Moto2. Năm 2017 anh đoạt chức vô địch và trở thành thành viên đầu tiên của học viện VR46 Academy từng lên ngôi vô địch một giải đua thuộc hệ thống MotoGP.
Mùa giải 2018: Morbidelli là tay đua đầu tiên của học viện VR46 lên thi đấu thể thức MotoGP, anh đầu quân cho đội đua Marc VDS, một vệ tinh của Honda. Anh nhận danh hiệu tay đua tân binh xuất sắc nhất mùa giải này.
Mùa giải 2019: Morbidelli chuyển sang đầu quân cho đội đua Sepang Petronas-vệ tinh của Yamaha để đua cặp với tân binh Fabio Quartararo. So với việc Quartararo có 7 lần podium thì Morbidelli không có podium nào. Ngoài ra thì anh bỏ cuộc 6 lần.
Mùa giải 2020: Ở đầu mùa giải, Morbidelli phải bỏ cuộc ở chặng đua thứ 2 (GP Andalucia) do hư động cơ nhưng có lần đầu tiên lên podium MotoGP ở chặng đua thứ 3-GP Cộng hòa Séc, chỉ chịu thua Brad Binder của KTM. Chặng đua thứ 4-GP Áo, Morbidelli và Johann Zarco gây ra vụ tai nạn nghiêm trọng, chiếc xe của Morbidelli suýt văng trúng Valentino Rossi và Maverick Vinales ở tốc độ cao.
Từ giai đoạn giữa mùa giải trở đi, trong khi người đồng đội Fabio Quartararo sa sút phong độ một cách nghiêm trọng thì Morbidelli lại bắt đầu tỏa sáng. Anh giành được chiến thắng MotoGP đầu tiên ở chặng đua GP San Marino. Ở 4 chặng đua cuối cùng thì Morbidelli có thêm 3 podium, trong đó có 2 chiến thắng GP Teruel và GP Valencia nhưng không thể ngăn cản Joan Mir lên ngôi vô địch. Chung cuộc trở thành Á quân mùa giải 2020.
Mùa giải MotoGP 2021: Morbidelli trở thành đồng đội với 'thầy' của mình là Valentino Rossi. Anh đã một lần lên podium ở GP Tây Ban Nha. Những chặng đua sau đó Morbidelli thi đấu với chấn thương đầu gối nên có kết quả không cao. Morbidelli quyết định không tham gia chặng đua GP Hà Lan để thực hiện phẫu thuật đầu gối chấp nhận nghỉ thi đấu dài hạn.

## Thống kê thành tích
(Tính đến hết chặng đua GP Hà Lan 2021)
| Mùa giải | Thể thức | Xe     | Đội đua                   | Race | Win | Podium | Pole | FLap | Pts  | Plcd  |
| -------- | -------- | ------ | ------------------------- | ---- | --- | ------ | ---- | ---- | ---- | ----- |
| 2013     | Moto2    | Suter  | Federal Oil Gresini Moto2 | 3    | 0   | 0      | 0    | 0    | 0    | NC    |
| 2014     | Moto2    | Kalex  | Italtrans Racing Team     | 18   | 0   | 0      | 0    | 0    | 75   | 11th  |
| 2015     | Moto2    | Kalex  | Italtrans Racing Team     | 14   | 0   | 1      | 0    | 2    | 90   | 10th  |
| 2016     | Moto2    | Kalex  | EG 0,0 Marc VDS           | 18   | 0   | 8      | 0    | 3    | 213  | 4th   |
| 2017     | Moto2    | Kalex  | EG 0,0 Marc VDS           | 18   | 8   | 12     | 6    | 8    | 308  | 1st   |
| 2018     | MotoGP   | Honda  | EG 0,0 Marc VDS           | 16   | 0   | 0      | 0    | 0    | 50   | 15th  |
| 2019     | MotoGP   | Yamaha | Petronas Yamaha SRT       | 19   | 0   | 0      | 0    | 0    | 115  | 10th  |
| 2020     | MotoGP   | Yamaha | Petronas Yamaha SRT       | 14   | 3   | 5      | 2    | 1    | 158  | 2nd   |
| 2021     | MotoGP   | Yamaha | Petronas Yamaha SRT       | 8    | 0   | 1      | 0    | 0    | 40*  | 13th* |
| Total    | Total    | Total  | Total                     | 128  | 11  | 27     | 8    | 14   | 1049 |       |